# Royal Canadian Yacht Club

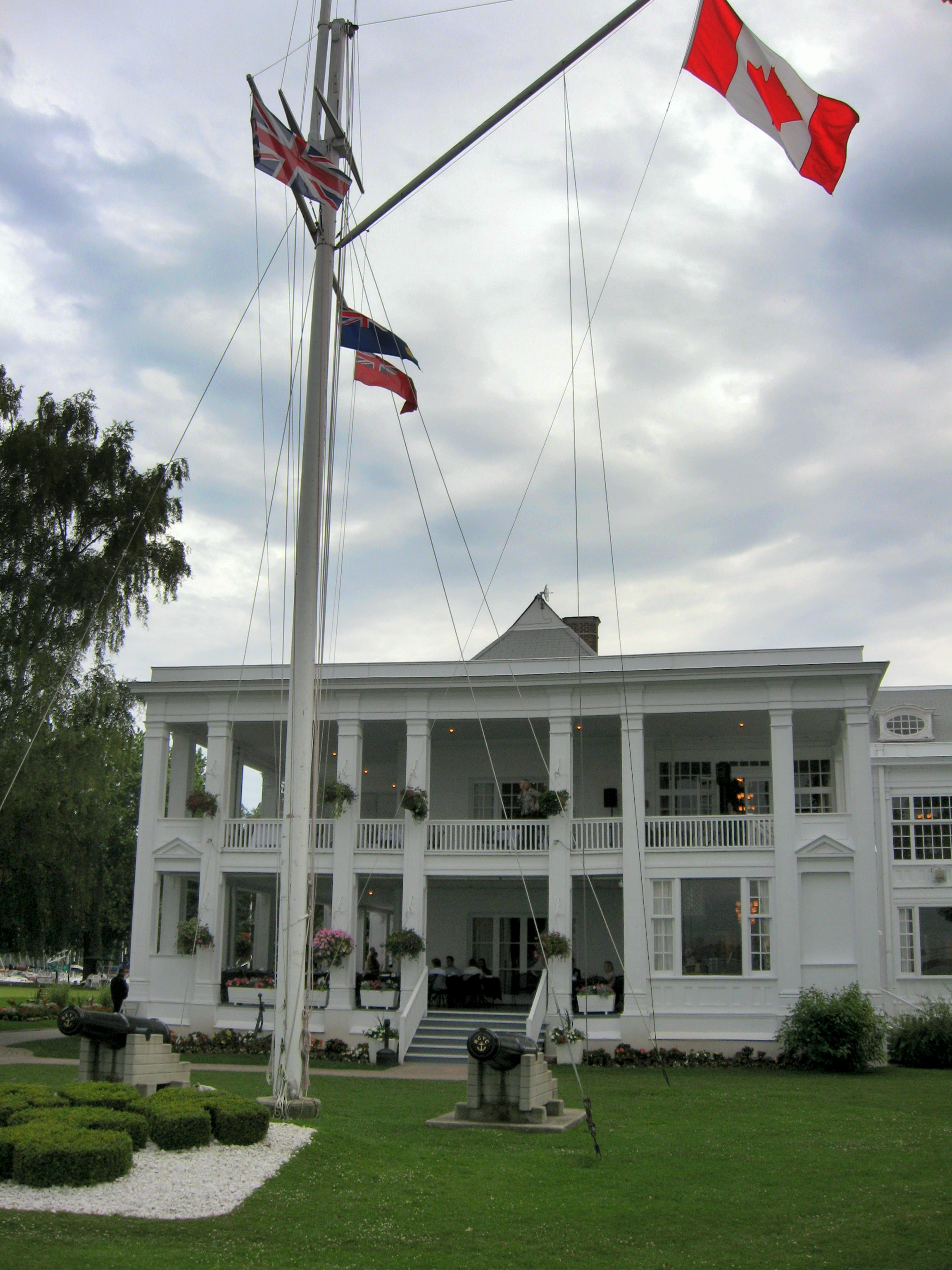
Der Grundstein für das heutige Clubhaus der Insel wurde 1919 von Prinz Edward, Prinz von Wales (später König Edward VIII.) gelegt.

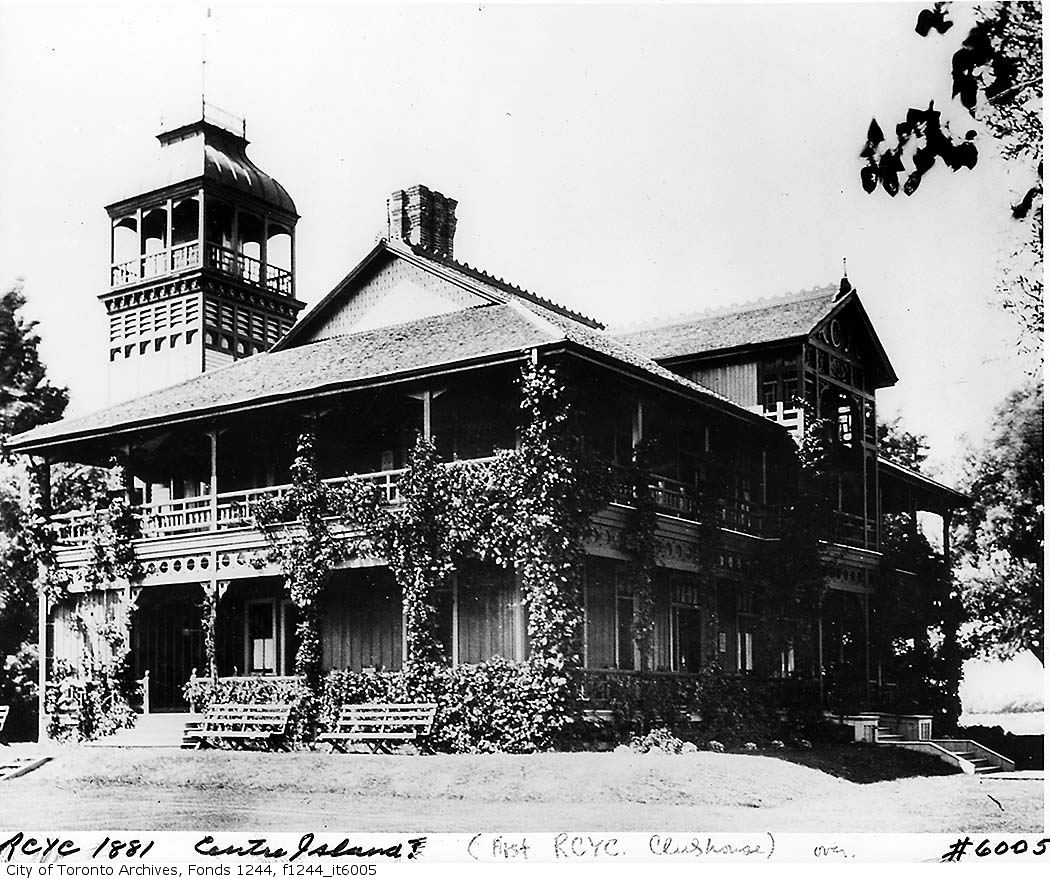
Erstes Clubhaus des RCYC, 1881

Der Royal Canadian Yacht Club (RCYC) ist ein privater Yachtclub in Toronto, Ontario, Kanada.
Der Club wurde 1852 gegründet und ist einer der ältesten und größten Yachtclubs der Welt.
Das Sommerdomizil des Clubs befindet sich auf drei Inseln (RCYC Island, South Island und North Chippewa oder Snug Island) auf den Toronto Islands. Seit 1984 ist das Winterdomizil ein eigens gebautes Clubhaus in der St. George Street 141 in Toronto (nördlich der Bloor Street), das Einrichtungen für sportliche und gesellschaftliche Aktivitäten umfasst. Im Jahr 2014 hatte der Club ca. 4700 Mitglieder, ca. 450 Yachten (95 % Segelyachten) und eine Reihe von Jollen, hauptsächlich der Bootsklasse International 14.

## Royale Schirmherrschaft
Die Schirmherrin des Clubs ist Anne, Princess Royal, Schwester des britischen Königs Charles III.

## Ziele des RCYC
Die Ziele des Clubs sind:
- die Mitglieder zu ermutigen, sich in der persönlichen Verwaltung, Wartung, Kontrolle und Handhabung ihrer Yachten, in der Navigation und in allen Angelegenheiten der Seemannschaft zu üben;
- Förderung der Yachtarchitektur, des Baus und des Segelns in kanadischen Gewässern;
- Exzellenz im Wettkampfsegeln zu fördern;
- andere sportliche und soziale Aktivitäten zu fördern, die im Interesse der Mitglieder im Allgemeinen wünschenswert sind.

## Geschichte

### Gründung bis 1896
Bei einem informellen Treffen im Jahr 1850 legten acht Einheimische den Grundstein für den Toronto Boat Club. Der Club wurde im Jahr 1852 offiziell gegründet.
Im Jahr 1853 änderte der Club seinen Namen in Toronto Yacht Club. Auf Anraten seines Schirmherrn, Lord Elgin, änderte der Club später im Jahr 1853 seinen Namen in Canadian Yacht Club. Im selben Jahr beantragte der Club bei der Krone den Status eines königlichen Hoflieferanten. Der Petition wurde von Queen Victoria stattgegeben und der Club wurde als Royal Canadian Yacht Club (RCYC) bekannt. Obwohl es widersprüchliche Beweise über den Grund für die Namensänderung von Toronto Yacht Club in Canadian Yacht Club gibt, ist die glaubwürdigste Erklärung, dass der Club seine regionale und nicht nur lokale Bedeutung zum Ausdruck bringen wollte. Da die Stadt Toronto damals im Gebiet Oberkanada (englisch Upper Canada) der Provinz Kanada lag, wurde „Toronto“ im Vereinsnamen durch „Canadian“ ersetzt.
Das erste Clubhaus wurde in einem Gebäude von Sir Casimir Gzowski in der Nähe des heutigen Standorts der Union Station etabliert. Nach einer kurzen Mietbeziehung zog der Club in ein einstöckiges Gebäude um, das auf einem Prahm östlich der Simcoe Street errichtet wurde. Dieser wurde von 1853 bis 1858 genutzt, bis er durch den Dampfer „Provincial“ ersetzt wurde. Die „Provincial“ bot Schutz bis Ende 1868, als sie aus ihrer Verankerung gerissen wurde, mit dem Wintereis davontrieb und als Gefahr für die Schifffahrt gesprengt wurde.
Im Jahr 1869 baute der RCYC ein Clubhaus neben dem Parlamentsgebäude in der Front Street. Im Jahr 1881 wurde ein Clubhaus des Architekten Frank Darling von Darling & Curry wurde auf den Toronto Islands an der Stelle des heutigen Clubhauses fertiggestellt, da „die zunehmende Anzahl von Eisenbahngleisen den Charakter der Esplanade völlig verändert hatte ... ursprünglich... flankiert von hübschen Residenzen und dem strahlend blauen Wasser der Bucht.“
Um den neuen Standort zu erreichen, erwarb der RCYC die Dampfbarkasse Esperanza und sicherte sich die Landerechte am Fuße der Yonge Street, die er bis 1953 hielt (die Entwicklung der Uferpromenade führte zu weiteren Umzügen bis 1979 in die York Street, dann bis 2011 in die Parliament Street, als die heutige Startstation in der Cherry Street eingerichtet wurde). Das Gebäude aus dem Jahr 1881 brannte 1904 ab. Zu dieser Zeit wurden Gebäude, die überwiegend aus Holz gebaut waren, mit Kohleöfen beheizt und mit Laternen und Gasbeleuchtung beleuchtet, so dass es häufig zu Bränden kam und der Baustandard auf einer erwarteten durchschnittlichen Lebensdauer von 20 Jahren basierte.
Während die Clubgebäude in die Höhe ragten und niederbrannten, segelten die Mitglieder Regatten. Der RCYC bewarb sich 1876 um den America’s Cup, und während die Yacht Countess of Dufferin auf dem Wasser erfolglos war, war ihr Eigner am Verhandlungstisch erfolgreicher und brachte den New York Yacht Club von seiner Gewohnheit ab, vom Herausforderer zu verlangen, dass er gegen seine gesamte Flotte antritt.
Ab dem Jahr 1878 erhielten die Yachten des Clubs das Privileg, den Blue Ensign als Seeflagge zu führen. Dies wurde praktiziert, mit einer Unterbrechung sowohl für den Ersten als auch für den Zweiten Weltkrieg, bis 1965 die neue Ahornblattflagge Kanadas aufkam.
Als die Yachten des Clubs immer ausgefeilter wurden, gingen die Designgeschmäcker der Mitglieder auseinander. Frühe Exemplare lehnten sich eng an den extremen britischen Plank-on-Edge-Stil an, der sich auf Ballast und nicht auf die Rumpfform stützte, um Stabilität zu gewährleisten. Im Laufe des Jahrhunderts begannen kanadische Designer wie Alexander Cuthbert und A. Cary Smith, mehr von den Merkmalen amerikanischer Yachten zu integrieren, wie z. B. formbasierte Stabilität und Schwerter. Die Mitglieder blickten auch nach Großbritannien zurück, um wohlgeformte Entwürfe von so namhaften Persönlichkeiten wie George Lennox Watson (1851–1904) und William Fife III. (1857–1944) zu finden.
Im Jahr 1896 forderte der Lincoln Park Yacht Club (LPYC) aus Chicago den RCYC zu einer Reihe von Match Races heraus. Das Interesse war so groß, dass sich mehrere Städte um den Wettbewerb bewarben. Toledo (Ohio) gewann mit dem Angebot eines großen Geldpreises und einer prächtigen Trophäe von Tiffany & Co. Die RCYC-Yacht Canada, entworfen von William Fife III. und gesegelt unter dem Kommando von Aemilius Jarvis, besiegte Vencedor und gewann das Preisgeld von 1.500 US-Dollar (über 31.000 US-Dollar in heutiger Kaufkraft) und den Silberpokal. Das „Canada“-Eigentümersyndikat stiftete den Pokal dann dem RCYC für den ewigen grenzüberschreitenden Wettbewerb, und der Canada’s Cup ist seitdem die prestigeträchtigste Trophäe der Großen Seen und ein Symbol für das Engagement des Clubs für den Yachtsport.

### 1896 – 1969
Das Clubhaus von 1881 brannte im Jahr 1904 ab. Ein neues Gebäude von Henry Sproatt (1866–1934) wurde 1906 fertiggestellt, brannte aber 1918 ab. Die Überreste dienten bis zur Fertigstellung des heutigen Gebäudes als leicht modifizierte Version des Entwurfs von Sproatt im Jahr 1922.
Um die Jahrhundertwende war das Design von Yachten so weit fortgeschritten, dass eine neue Vermessungsregel erforderlich wurde. Eine seenspezifische Messregel und Kantelungen wurden veröffentlicht, aber nie danach gebaut. Schließlich ließ Aemilius Jarvis im Jahr 1910 die sehr erfolgreiche Swamba bauen, eine R-Klasse von George Owen. Sie war das erste Schiff, das nach der neuen Universal Rule auf dem Ontariosee gebaut wurde. Ihr folgte die Patricia, ein P-Boot, das ebenfalls nach der neuen Regel von Owen entworfen wurde.
Wie die meisten Yachtclubs in Großbritannien und im Empire war der Club als Helfer der Royal Navy konzipiert (daher die Marinetitel und -uniformen), eine Quelle der politischen Unterstützung und, wenn nötig, von Männern, die sich mit Booten auskennen. In den Tagen, als die Royal Navy unter Segeln kämpfte und das Segeln eine neue Idee war, beim Bau und bei Rennen von schnellen Freizeitbooten, profitierte man von der Erfahrung und Neuentwicklungen unter Dienstbedingungen. Als 1914 der Erste Weltkrieg ausbrach, fehlte es den Truppen an Blei für Waffen, und viele Mitglieder zerlegten patriotisch ihre Boote und gaben ihre Kiele zum Einschmelzen. Der Canada’s Cup wurde während dieser Zeit ausgesetzt.
Wie an anderen Orten auch gab es einen Ansturm auf die Mitglieder; auf dem Höhepunkt waren über 450 Mitglieder im Militärdienst, 59 Clubmitglieder starben. Zur Erinnerung errichtete der Club 1926 ein großes Denkmal aus Granit, Marmor und Bronze, das von Charles J. Gibson in Form einer Schiffswinde entworfen wurde. Es wurde auf einem niedrigen Podium auf dem Rasen vor dem Club platziert, um diejenigen zu ehren, die nicht zurückgekehrt waren. Die Namen der 23 Mitglieder, die aus dem Zweiten Weltkrieg nicht zurückkehrten, wurden 1952 hinzugefügt.
Der RCYC baute seine Flotte am Ende des Ersten Weltkriegs wieder auf, zunächst mit dem Kauf von vier P-Booten im Jahr 1919, die dann an Mitglieder weiterverkauft wurden. Dann erwarb man eine Reihe von 25-Fuß-Einheitsbooten, bekannt als C-Boote. Diese Einheitsboote, die von TBF Benson entworfen wurden, förderten enge Club- und Interclub-Rennen und steigerten die Fähigkeiten und den Segelspaß aller.
Die Tendenz der Vermessungsformel Universal Rule zu großen und teuren Booten erforderte jedoch einen neuen Ansatz. Das erste Clubboot nach der neuen International Rule war das die 6mR-Yacht Merenneito.
Die neue Vermessungsformel beeindruckte die Mitglieder so sehr, dass drei 8mR-Yachten gebaut wurden, um damit an dem Canada’s Cup teilzunehmen: Vision (Camper & Nicholsons), Quest (William Fife III.), und Norseman (William Roué). Ein vierter Achter, Invader II, wurde gebaut, war aber nicht erfolgreich.
Star-Boote schlossen sich der Flotte ab dem Jahr 1935 an. Etwa zu dieser Zeit wurde die 14-Fuß-Flotte, der Vorläufer des International 14, gegründet.
Während der Kriegsjahre 1939 bis 1945 war es ruhig um den Club, doch mit dem Frieden (und großzügigen Gebührennachlässen für die, die gedient hatten) erholte er sich wieder. Die wachsende Mitgliederzahl erforderte eine Ausweitung des Pachtbesitzes auf die gesamte Südinsel. Im Jahr 1954 holte sich Venture II  den Canada’s Cup zurück zum RCYC und beendete damit den 51 Jahre langen Aufenthalt beim Rochester Yacht Club.
Im selben Jahr richtete der Hurrikan Hazel schwere Schäden an der Uferpromenade von Toronto an. Yachten wurden daraufhin von ihren Liegeplätzen im Hafen zu Docks in den Lagunen zwischen den Inseln verlegt.

### 1967 bis heute
Das zweite Ziel des Clubs ist die „Förderung der Yachtarchitektur, des Baus und des Segelns“. In den 1930er, 1940er und 1950er Jahren war der größte Beitrag des Clubs die Weiterentwicklung des Internationalen 14-Fuß-Dinghy durch TBF Benson, Charlie Bourke und Fred Buller, die einen bedeutenden Beitrag zur heutigen International 14 leisteten. Buller, der Leiter der Flugzeugkonstruktion bei dem Flugzeughersteller de Havilland Canada war, verdient besondere Erwähnung, da er erkannte, dass die Kontrollleuchten, die zur Analyse des Luftstroms über Flugzeugen verwendet werden, auch für Segel von Vorteil sein könnten. Buller gilt als der Erfinder und Verbreiter ihrer Verwendung, zunächst in der Internationalen 14-Fuß-Dinghy-Klasse, aber die Idee verbreitete sich schnell.
Im Jahr 1967 bat das Club-Mitglied Perry Connolly ein anderes Mitglied George Cuthbertson und dessen Partner George Cassian, „das hungrigste 40-Fuß-Boot auf dem Wasser“ zu entwerfen. Glasfaserverstärkter Kunststoff verdrängte damals Holz als bevorzugtes Baumaterial, aber Rumpf und Deck waren aus massivem Fiberglas und daher schwer. Das neue Boot Red Jacket wurde erstmals in Nordamerika mit einem Rumpf und Deck mit einem Kern aus Balsaholz entworfen und gebaut. Das geringe Gewicht in Kombination mit einem Flossenkiel und einem vollbeweglichen Ruder machte es schneller und handlicher als seine Zeitgenossen.
In ihrem ersten Jahr auf dem See gewann das neue Boot 11 von 13 Rennen. In ihrem zweiten Jahr belegte sie den ersten Platz bei Floridas Southern Ocean Racing Circuit. Das Prestige dieses und anderer bedeutender Erfolge, wie Manitous Verteidigung des Canada’s Cup, war ein Sprungbrett für eine neue Partnerschaft von Designern und Konstrukteuren unter dem Namen C&C Yachts. C&C, einst der größte Yachtbauer der Welt, verwendete in all seinen vielen Modellen Balsaholzkerne und validierte damit die Kernlaminattechnologie, die heute in den meisten Yachten, ob Renn- oder Kreuzfahrtyachten, verwendet wird. Die Verwendung von Kernlaminaten im Yachtsport führte wohl zur Wiederentdeckung des Konzepts durch die Luftfahrt; nach einer jahrzehntelangen Pause werden Kernverbundstoffe heute in den meisten Flugzeugen verwendet. Die Clubmitglieder blieben bis zum Verkauf des Unternehmens an US-Interessenten eng mit dem Unternehmen verbunden.
In den späten 1970er Jahren beauftragte eine Gruppe von Mitgliedern den Designer Mark Ellis und den Konstrukteur George Hinterhoeller sechs 30 Fuß (9,10 Meter) lange Fahrtenyachten zu bauen, die bequem von einer Person gesegelt werden konnten. Es entstand die Catboot-Serie Nonsuch, eine Serie beliebter Fahrtensegelboote, die zwischen 1978 und Mitte der 1990er Jahre von Hinterhoeller Yachts in St. Catharines, Ontario, gebaut wurden. Namensgeberin war die Nonsuch eine Ketsch, die 1668–1669 unter dem Bostoner Kapitän Zachariah Gillam in die Hudson Bay segelte, auf der ersten Handelsreise für das Unternehmen, aus dem zwei Jahre später die Hudson’s Bay Company hervorging. Die Yacht hatte das Aussehen eines traditionellen Catboots der US-Ostküste, den Unterboden einer modernen Fahrtenyacht, viel Segel und die Ausstattung einer viel größeren Yacht. Schließlich wurden 975 Stück davon gebaut, von 22 bis 36 Fuß (6,80 bis 10,90 Meter).
In der ersten Hälfte der 1980er Jahre war die internationale 14er-Flotte des Clubs von der Entwicklung einer Reihe von Designs des Club-Mitglieds Jay Cross geprägt. Die leistungsstarken und leicht zu gleitenden Designs von Cross dominierten die nordamerikanische 14er-Flotte.
Wing-Segel-Katamarane, entworfen vom ehemaligen C&C Yachts-Designer Steve Killing und gesegelt von Club-Mitglied Fred Eaton, gewannen die International C-Class Catamaran Championship, veranstaltet im Jahr 2007 vom RCYC und 2010 beim New York Yacht Club (NYYC), Newport (Rhode Island), USA.
In den frühen Entwicklungsstufen hatten foilende-Yachten bei leichtem Wind auf dem Ontariosee keinen Erfolg gegen herkömmliche Unterwasserschiffe, die ins Wasser eintauchen. Der Entwicklungsfortschritt von Eatons Team und die direkte Teilnahme oder Beobachtung von AC-Teammitgliedern bei der Intl. C Class Catamaran Championship 2010 beeinflussten maßgeblich die Entscheidung, den America’s Cup im Jahr 2013 mit Flügelsegel-Katamaranen zu segeln.
Im Sommer 2015 veranstaltete der RCYC die Segelveranstaltungen für die Panamerikanischen Spiele 2015.

## Teilnehmer an Olympischen Segelwettbewerben
32 RCYC-Mitglieder haben sich für die Olympischen Spiele qualifiziert; ein Drittel der kanadischen Olympia-Qualifikanten kamen aus dem Club. Die Mitglieder haben in vier Wettbewerben Medaillen für Kanada gewonnen.
| Name             | Jahre der Teilnahme | Medaille    |
| ---------------- | ------------------- | ----------- |
| John Clarke      | 1972                |             |
| Richard Clarke   | 1996–2012           |             |
| Nigel Cochrane   | 1988–1992           |             |
| Chris Cook       | 2008                |             |
| Gordon Cook      | 2008–2012           |             |
| Deirdre Crampton | 2004                |             |
| Rod Davies       | 1996                |             |
| Reg Dixon        | 1932–1936           |             |
| Greg Douglas     | 2008–2012           |             |
| Jeff Eckard      | 1992                |             |
| Martha Henderson | 2008                |             |
| Paul Henderson   | 1964–2004           |             |
| Clifford Howard  | 1956                |             |
| Dave Howard      | 1956                |             |
| Oskar Johansson  | 2004–2008           |             |
| Gail Johnson     | 1988                |             |
| Karen Johnson    | 1988                |             |
| John Kerr        | 1984                | Bronze      |
| Allan Leibel     | 1972–1976           |             |
| Richard Lennox   | 1964                |             |
| Bernard Luttmer  | 2004                |             |
| Gord McIlquham   | 1988                |             |
| Frank McLaughlin | 1984–1992           | Bronze 1988 |
| Paul McLaughlin  | 1948–1952           |             |
| Terry McLaughlin | 1984                | Silber      |
| John Millen      | 1988–1992           | Bronze 1988 |
| Gordon Norton    | 1960                |             |
| Kevin Smith      | 1988–1992           |             |
| Dave Sweeney     | 1984–1992           |             |
| Ali ten Hove     | 2020                |             |
| Don Tytler       | 1952–1956           |             |
| David Wright     | 2012                |             |

## Club-Einrichtungen
Im Sommer nutzt der Club drei Inseln in der Form einer Kette, die die Südseite des Hafens von Toronto bildet. Das Insel-Clubhaus mit seinen Säulenveranden ist Torontos größtes Holzgebäude. Es beherbergt einen Ballsaal, Speisesäle und andere Gemeinschaftsräume. In anderen Gebäuden sind die Büros der Segelverwaltung, der Juniorclub, Schließfächer und Arbeitsräume für die Mechaniker, Takler, Holzarbeiter und Werftarbeiter des Clubs untergebracht. Zu den Aktivitäten auf der Insel gehören Segelunterricht für Jugendliche und Erwachsene, Segeln in clubeigenen Booten, Tennis, Schwimmen und Rasenbowling. Es gibt einen ausgedehnten Küchengarten, der von etwa 25 Freiwilligen gepflegt wird, sowie einen ausgedehnten Rosengarten, der bis in die frühen 1940er Jahre zurückreicht.

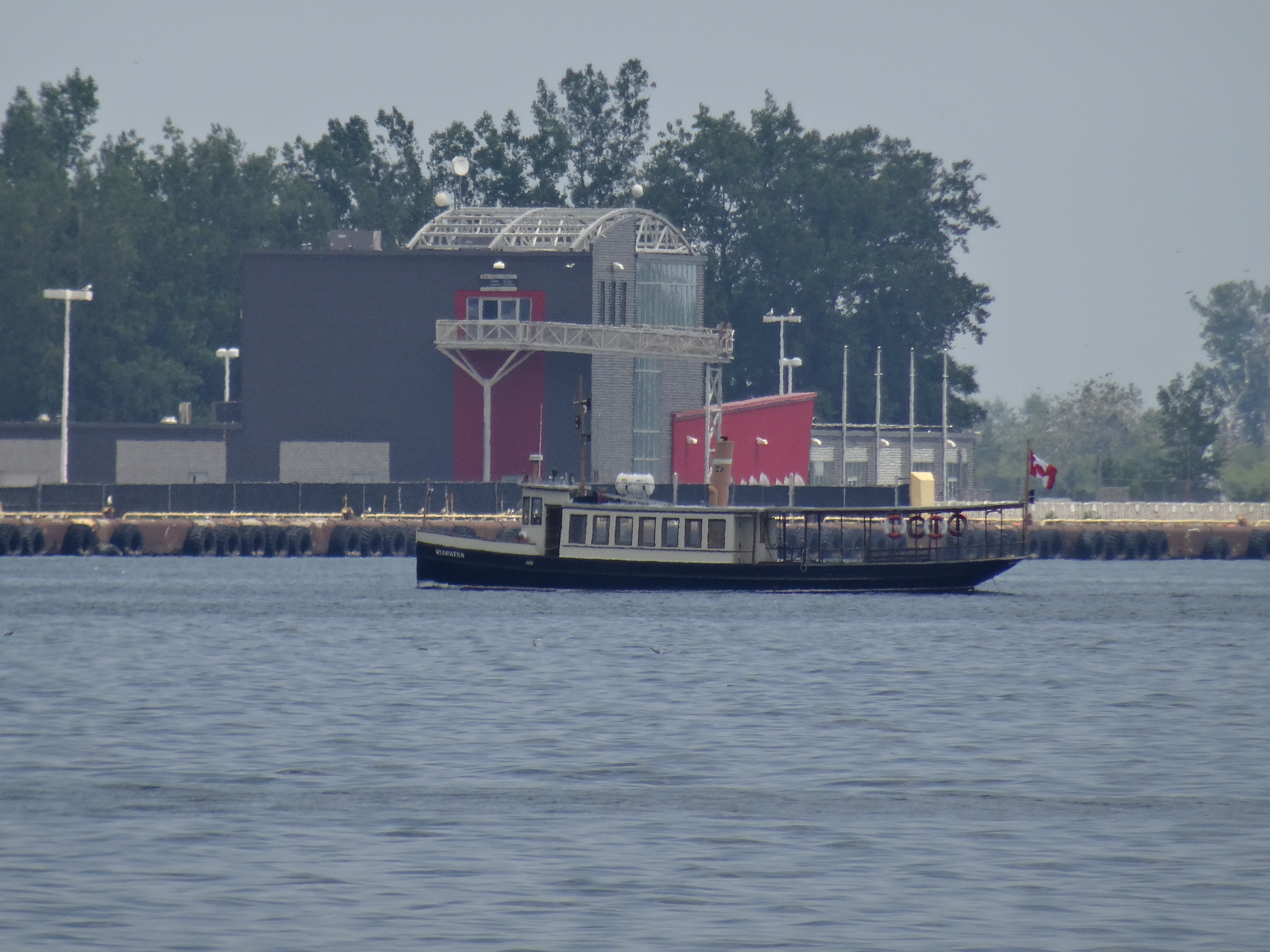
RCYC Fähre Hiawatha, 2016

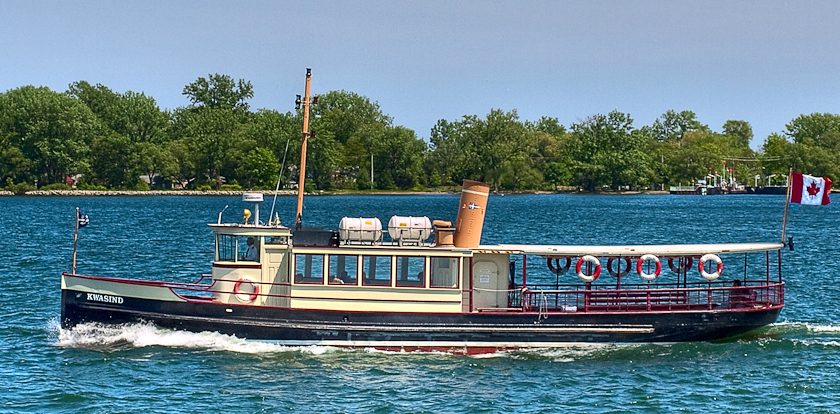
Kwasind (1912), Royal Canadian Yacht Club gebaut von Polson Iron Works

Das Clubhaus auf der Insel ist mit der Stadt durch einen Fährservice verbunden, der von zwei bemerkenswerten Booten betrieben wird, die beide über ein Jahrhundert alt sind und für den RCYC gebaut wurden. Die Hiawatha lief 1895 vom Stapel und die Kwasind wurde 1912 gebaut, die beide von einem Kai am Ship Channel des Hafens von Toronto an der Kreuzung mit der Cherry Street ablegen.
Durch die Fusion mit dem Carlton Club im Jahr 1974 erhielt der RCYC ein Winterquartier in der Stadt (und konnte sein Angebot um Schlägersportarten erweitern). Zehn Jahre später im Jahr 1984 wurde das neue Clubhaus der Stadt in der St. George St. 141 eröffnet. Es ist eine ganzjährig geöffnete Einrichtung und bietet Speise- und Gesellschaftsräume, Squash- und Badmintonplätze, Fitness- und anderen Einrichtungen.

## Modellsammlung
Der RCYC besitzt eine der besten Sammlungen von Yachtmodellen in Nordamerika, trotz der Clubhausbrände in den Jahren 1896, 1904 und 1918, bei denen viele wertvolle Exemplare verloren gingen. Das Modell der Minota wurde bewusst mit den Spuren des Brandes von 1918 konserviert.
Die Sammlung umfasst mittlerweile über 170 Modelle, von denen etwa die Hälfte im Modellraum des City Clubhouse ausgestellt ist, der Rest an anderen Orten im City Clubhouse oder im Island Clubhouse. Der Flagship Room der Insel zeigt etwa drei Dutzend Modelle früherer Commodore-Yachten, während der 8-Meter-Raum ein Dutzend dieser 8mR-Yacht-Modelle zeigt. Fünfzehn Internationale 14-Fuß-Dinghy- und International 14-Modelle in der City Club Bar bieten den umfassendsten Überblick zur Entwicklung der Klasse über einen Zeitraum von 100 Jahren.